# Nina e la maledizione del Serpente Piumato
Nina e la maledizione del Serpente Piumato è un romanzo per ragazzi della scrittrice veneziana Moony Witcher, terzo volume della serie La bambina della Sesta Luna pubblicato il 22 settembre 2004.

## Trama
Mentre si avvicina il Capodanno, José informa Nina di aver trovato un documento alla Biblioteca Marciana, dal quale si scopre che LSL ha fatto un patto di sangue secoli prima per potersi trasformare in serpente. Intanto, Karkon attiva gli Alchitarocchi Maligni, ignaro che Nina possegga quelli Benigni per contrastarlo, e, mentre i bambini non sono a Villa Espasia, attacca José, impedendogli di parlare e muoversi. Ferito e avvolto in una pellicola viola velenosa, il professore viene abbandonato in un corridoio poco frequentato di Villa Espasia e, pur accorgendosi della sua assenza, nessuno pensa che gli sia successo qualcosa di grave. Nina, Cesco, Roxy, Fiore e Dodo partono con lo Jambir per il Messico: qui, Nina viene rapita da LSL, che si rivela essere Kukulcan, il Serpente Piumato adorato dai Maya, mentre i suoi amici vengono attaccati da Tupac, uno degli androidi di Karkon. Un attimo prima che la piccola alchimista sia sacrificata dal Serpente Piumato, viene salvata da Yum Kax, dio Giaguaro e signore delle Foreste, ma il Serpente le lancia una maledizione: quando lo guarderà negli occhi una seconda volta, morirà. I cinque bambini tornano nel presente, dove trovano José e lo curano, portandolo nell'Acqueo Profundis; il professore, però, comincia a dimostrarsi troppo curioso di scoprire che cosa sta facendo Nina. Quest'ultima entra di nascosto a palazzo Ca' d'Oro per sbloccare il Terzo Arcano, ma scopre che la stufa in cui è imprigionato è stata spostata nella stanza della Voce della Persuasione; riesce, comunque, a vincere le tentazioni del monaco e liberare Humus, la terra, l'Anima Incantata dell'Universo, il cui simbolo, un pezzo di carbone, viene assorbito dal Taldom Lux.
Poco dopo, gli amici di Nina vengono sospesi da scuola, accusati di praticare la magia. Seguendo le indicazioni del Systema Magicum Universi, un libro parlante, Nina li incarica di realizzare per l'imminente Carnevale cento bambole di cera identiche a lei: Karkon, infatti, intende utilizzare un Alchitarocco Maligno per rapirla e portarla dal Serpente Piumato per ucciderla con il secondo sguardo. Grazie all'inganno di Nina, l'Alchitarocco rapisce una bambola, che, essendo piena di gas ustionante, genera una grande esplosione sull'Isola Clemente non appena il Serpente Piumato vi posa lo sguardo.

## Edizioni
- Moony Witcher, Nina e la maledizione del Serpente Piumato, Giunti Editore, 2004, ISBN 88-09-03319-1.
- Moony Witcher, Nina. La bambina della Sesta Luna - Tutta la storia, Giunti Editore, 2005, ISBN 978-88-09-04740-2.
- Moony Witcher, Nina e la maledizione del Serpente Piumato, edizione economica, Giunti Editore, 2008, ISBN 978-88-09-06086-9.
- Moony Witcher, Nina. La ricerca degli Arcani – Tutta la storia, Giunti Editore, 2014, ISBN 978-88-09-79413-9.
- Moony Witcher, Nina e la maledizione del Serpente Piumato, Giunti Editore, 2014, ISBN 978-88-09-79179-4.